# Săcășeni
Săcășeni é uma comuna romena localizada no distrito de Satu Mare, na região histórica da Transilvânia. A comuna possui uma área de 92.65 km² e sua população era de 1217 habitantes segundo o censo de 2007.